# Vratar sezone HNL-a
Vratar sezone HNL-a nogometna je nagrada koja se dodjeljuje najboljem vrataru u nekoj sezoni HNL-a. 
Na sjednici Hrvatskog nogometnog saveza u srpnju 2024. donesena je odluka o osnivanju mjesečnih i sezonskih nagrada po uzoru na strane lige.
Nominirani igrači morali su odigrati barem 50 % minuta sezone. U procesu glasanja glasovi publike nose 30 %, glasovi panela od 20 članova nose 40 % te glasovi klubova koji sudjeluju u ligi 30 % udjela u izboru.

## Dobitnici
| Sezona    | Igrač            | Klub   | Izvor |
| --------- | ---------------- | ------ | ----- |
| 2024./25. | Martin Zlomislić | Rijeka | [ 3 ] |